# 扎伊杜·優素福
扎伊杜·優素福（法語：Zaydou Youssouf；1999年7月11日—），葛摩裔法籍足球運動員，司職，效力於艾法特，現為葛摩國家隊成員之一。

## 職業生涯

### 早年生涯
優素福起初為CMO Bassens的清訓球員，後來在波爾多繼續完成成長。2016年11月30日，他在波爾多1-1戰平巴斯提亞的比賽中上演其生涯首秀。

### 聖艾蒂安
2019年7月5日，優素福與法甲勁旅聖艾蒂安簽約。

### 法馬利康
2022年8月4日，優素福與葡超法馬利康簽訂了一份為期四年的合同。

### 艾法特
2025年1月31日，優素福加盟沙烏地聯賽的艾法特，合同為期三年半。

## 國家隊生涯
擁有葛摩血統的優素福生於法國，曾經為法國青年國家隊效力，2024年11月時則改為葛摩國家隊效力。

## 個人生活
優速福的妻子是摩洛哥女足球員納維埃爾·奧伊內赫。

## 外部連結
- 上的扎伊杜·優素福（法語）
- 隊報足球版上的扎伊杜·優素福 （法語）
- Fox Sports Profile
- 扎伊杜·優素福 – 法國職業足球聯賽数据 – 支持法语（已存档）